# Cal Borrasset
Cal Borrasset o Casa Borràs és un edifici del municipi d'Igualada (Anoia). La construcció ocupa el xamfrà passeig Verdaguer amb carrer de Santa Caterina. Està protegit com a bé cultural d'interès local.

## Descripció
Està compost de planta baixa d'utilització comercial i un pis d'habitació. La característica fonamental de la façana és, en primer lloc, el joc de les obertures. Estructura de llinda esglaonada a les finestres i les portes amb arc escarser, de totxo. Les finestres, resseguides amb un trencaaigües de la mateixa estructura. L'edifici està coronat amb un frontó esglaonat, que amaga una teulada a dues aigües. En segona lloc, el joc de colors com a altre element decoratiu, el blanc de l'estucat de fons i el vermell del totxo dels arcs. El propietari-promotor és la firma comercial Valls y Borràs, que treballa en la comercialització de gra. És obra de l'arquitecte Josep Pausas i Coll, durant els anys 1916-1917.